# 마웨이구

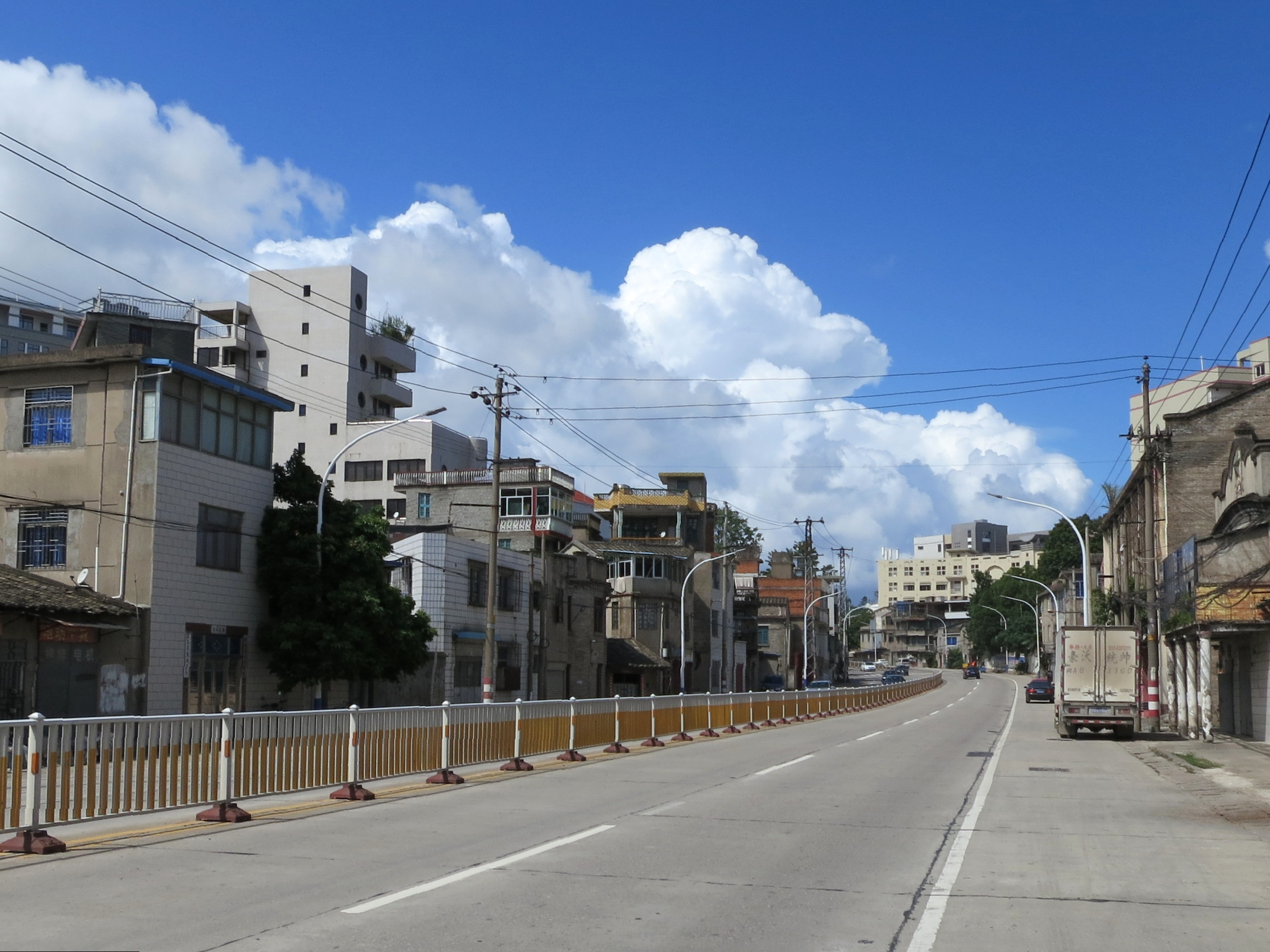

마웨이구(한국어: 마미구, 중국어 간체자: 马尾区, 정체자: 馬尾區, 병음: Mǎwěi Qū)는 중화인민공화국 푸젠성 푸저우시의 구급 행정구역이다. 넓이는 275.581km2이고, 인구는 2007년 기준으로 약 26.2만명이다.

## 기후
연평균 기온은 19°C～21°C이고 연평균 강수량은 1382mm이다.

## 행정 구역
1개 가도, 3개 진을 관할한다.
- 가도: 나성 가도(羅星街道).
- 진: 마미진(馬尾鎭), 정강진(亭江鎭), 랑기진(琅岐鎭).